# Duddon, Cheshire
Duddon är  en ort i civil parish Duddon and Burton, i distriktet Cheshire West and Chester, i Storbritannien. Det ligger i grevskapet Cheshire och riksdelen England, i den södra delen av landet, 250 km nordväst om huvudstaden London. Civil parish hade 655 invånare år 2011.